# Allworth
Allworth är en by i delstaten New South Wales i Australien. Folkmängden uppgick till 196 år 2011.